# Saplun
Koordinati:   42°46′45″N, 16°59′17″E
Saplun je majhen nenaseljen otoček v Jadranskem morju. Pripada Hrvaški.
Saplun leži severno od otočka Češvinica zahodno od Lastova, od katerega je oddaljen okoli 2,5 km. Njegova površina meri 0,415 km². Dolžina obalnega pasu je 3,22 km. Najvišji vrh je visok 40 mnm.